# Sin-šar-iškun
Sin-šar-iškun je bil eden od zadnjih kraljev Asirskega cesarstva, ki je vladal od okoli 627 do 612  pr. n. št., * ni znano, † 612 pr. n. št.
Za njim je vladal samo še Ašur-ubalit II. (612-609 pr. n. št.). Sin-šar-iškun je po nekih špekulacijah ista oseba kot Saràkos (Saracus) v besedilih babilonskega svečenika in astronoma Berosa.  

## Zgodnja leta
Sin-šar-iškun je bil sin kralja Asurbanipala in morda brat zadnjega asirskega kralja Ašur-ubalita II. Bil je zadnji asirski kralj, katerega leta vladavine so dokumentirana v večini babilonskih zapisov. Zaradi pomanjkanja virov je o njem zelo malo znanega. Zgleda, da je prestol nasledil okoli leta 627 pr. n. št. Po smrti močnega  vladarja Asurbanipala  je začelo obširno Asirsko cesarstvo razpadati, predvsem zaradi niza državljanskih vojn za oblast. Sin-šar-iškunu je uspelo priti na prestol z veliko nasilja, hromečo državljansko vojno in prevratom znotraj Asirskega cesarstva. S prestola je moral vreči uzurpatorja Sin-šumu-liširja, ki je odstavil Sin-šar-iškunovega starejšega brata Ašur-etil-ilanija. Več asirskih kolonij in marionetnih držav je izkoristilo kaos v cesarstvu in se osvobodilo asirske nadoblasti, po drugi strani pa so cesarstvo začeli ogrožati Kaldejci, Babilonci, Medijci, Perzijci, Skiti in Kimerijci.

## Zadnji udar proti Babiloncem
Po začasnem porazu rivalov se je moral Sin-šar-iškun soočiti z mnogo večjo grožnjo. Babilonija, ki je bila več kot tri stoletja asirska vazalna država, je izkoristila anarhijo v Asiriji in se leta 626 pr. n. št.  na čelu z dotlej neznanim Nabopolasarjem uprla. Nebopolasar je bil vodja Kaldejcev iz jugovzhodne Mezopotamije. 
Sledila je dolga vojna v osrčju Mezopotamije. Nabopolasar je poskušal zasesti Nipur, glavno središče asirske moči v Babiloniji, vendar ga je okrepljena asirska vojska porazila. Nabopolasarju je s pomočjo meščanov  kljub temu uspelo zasesti mesto Babilon in se okoli leta 625 pr. n. št. okronati za babilonskega kralja. 
Sin-šar-iškun, oslabljen zaradi državljanske vojne v sami Asiriji, je izgubil veliko ozemlja preden mu je okoli leta 624 pr. n. št. uspelo ponovno zasesti Uruk na skrajnem jugu Asirije, vendar ga je kmalu spet izgubil.  Leta 623 pr. n. št. je povedel veliko vojsko v  Babilonijo in končno strl babilonske in kaldejske upornike, medtem pa je v Asiriji izbruhnil nov velik upor. Vojska, ki jo je poslal na sever, da zatre upor, se je takoj pridružila upornikom, brez odpora zasedla Ninive in zahtevala kraljev odstop. Kronik za naslednjih nekaj let zaradi anarhije v državi skoraj ni, vendar je Sin-šar-iškunu uspelo zadušiti upor v Asiriji, za reševanje težav v Babiloniji pa mu je zmanjkalo dragocenega časa. Napopolasar je medtem utrdil svoj položaj vladarja  skoraj cele Babilonije in leta 620 ali 619 pr. n. št.  osvojil Nipur. Sin-šar-iškunova vojska je kljub temu ostala v osrčju Babilonije in se naslednja štiri leta trudila, da bi ga strmoglavila.

## Vojna v središču Asirije
Neodločen položaj se je končal leta 616 pr. n. št., ko je Nabopolasar sklenil zvezništvo z medijskim kraljem  Kjaksarjem, ki je nameraval neprestane državljanske vojne v Asiriji izkoristiti  za osvoboditev svojih iranskih ljudstev - Medijcev, Perzijcev in Partov iz asiskega jarma in jih pretvoriti v močno silo. Ko so se zaveznikoma pridružili še Skiti in Kimerijci, sta postala dovolj močna, da sta središče vojaških operacij pomaknila proti severu in opustošilo osrčje Asirije. V naslednjih letih so zavezniki z obleganjem osvojili Ašur, Kalhu in Ninive in jih med  ostrimi boji uničili. 
Sin-šar-iškunovs usoda ni povsem znana, ker je tisti del Babilonske kronike, v katerem je opis obleganja Niniv,  poškodovan. Kralja so med obrambo Niniv leta 612 pr. n. št. ubili Babilonci, Kaldejci, Medijci/Perzijci ali Skiti. Asirija je kljub temu, da je izgubila prestolnico, ostala neodvisna pod zadnjim kraljem Ašur-ubalitom II., ki je vladal iz Harana.  Leta 608 pr. n. št. so zavezniki osvojili tudi Haran. Končno zmago je dosegel Karkemiš leta 605 pr. n. št.